# Le Petit Journal (quotidien)
Pour les articles homonymes, voir Le Petit Journal.
Le Petit Journal est un quotidien parisien républicain et conservateur, fondé par Moïse Polydore Millaud et paru de 1863 à 1944. C'est, au tournant des XIXe et XXe siècles et jusqu'à la Première Guerre mondiale, l'un des quatre plus grands quotidiens français, avec Le Petit Parisien, Le Matin et Le Journal. Il tire à un million d'exemplaires en 1890, en pleine crise boulangiste.
Collaborèrent au Petit Journal, à ses débuts, Lamartine, Alexandre Dumas, Alfred Assolant, Eugène Chavette, Charles Monselet… puis, par la suite, Albert Londres, René Hachette, Raymond Patenôtre, Saint-Paulien, Paul-Émile Victor, Daniel-Rops, Roger Vercel, Stephen Pichon, Maxence Van der Meersch…

## Origines

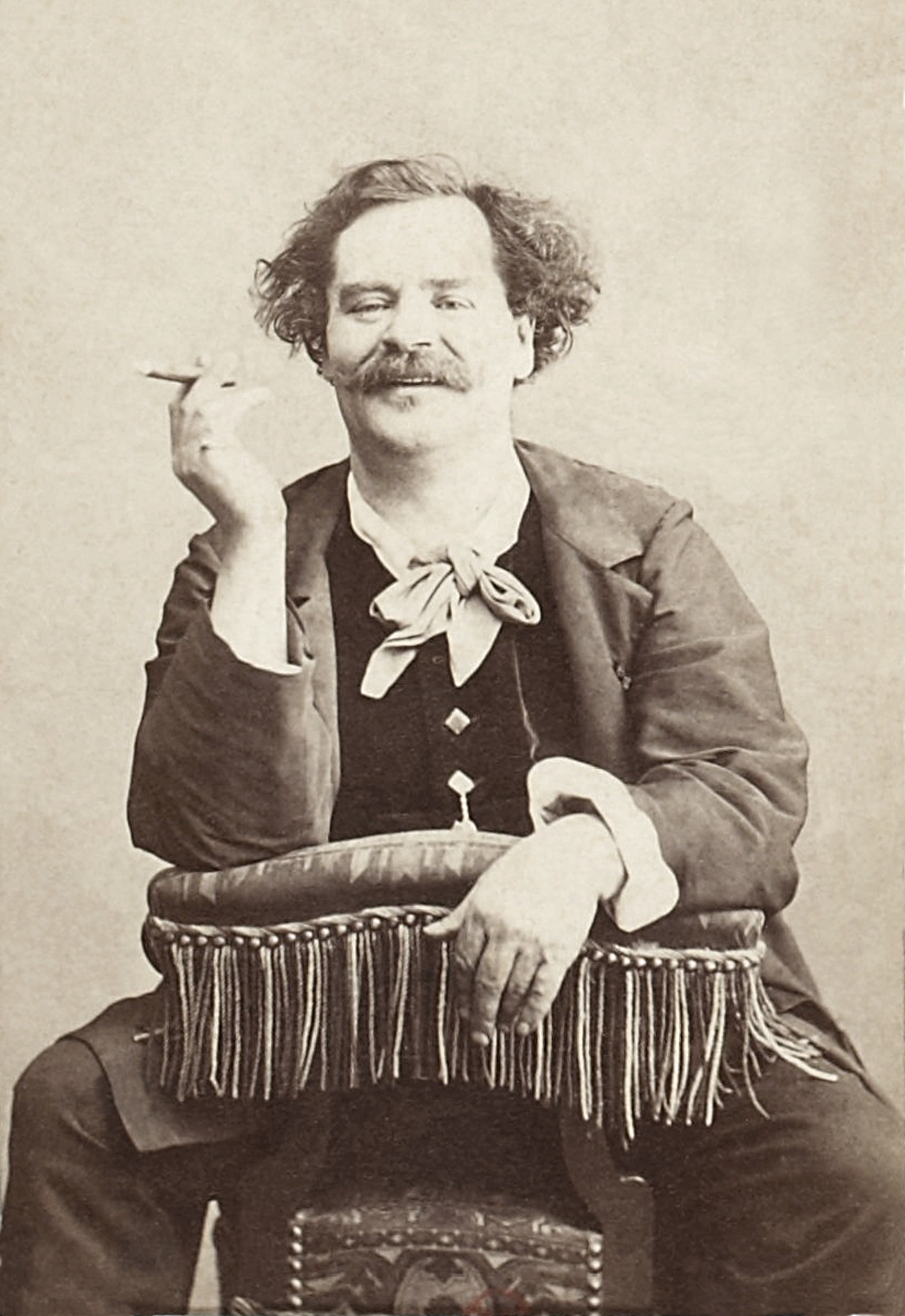
Timothée Trimm, l'un des rédacteurs du Petit Journal à ses débuts.

Le fondateur du titre est Moïse Polydore Millaud. Issu d'une famille juive de Bordeaux, il a débuté dans les affaires et les affaires de presse dès la monarchie de Juillet avec des publications financières ou judiciaires. En 1856, il rachète la Presse de Girardin, mais son échec lui fait comprendre que cette formule, nouvelle vingt ans plus tôt, est maintenant dépassée.
Il en confie la direction gérance à son neveu Alphonse (né le 11 juin 1829 à Mouriès), fils de son frère Joseph.

## Particularités

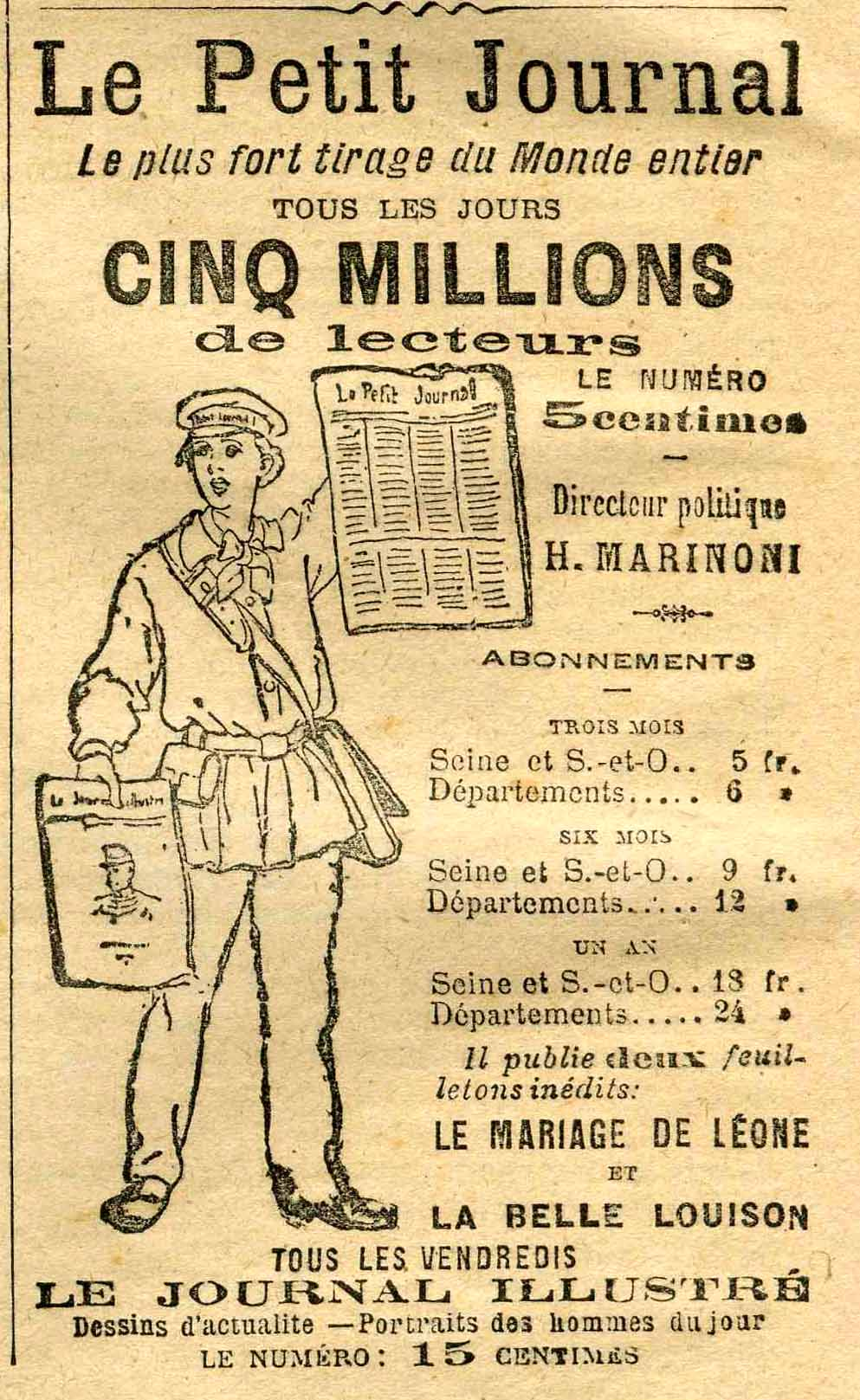
En 1899, Le Petit Journal annonce 5 millions de lecteurs.

Le Petit Journal attire de nombreux lecteurs car le passage de l'impression « à la feuille » à l'impression en rotative lui permet d'être bon marché : il ne coûte que 5 centimes au lieu de 15 centimes pour les journaux ordinaires. Il a un format commode (43 × 30 cm), plus petit que ses concurrents d'où son nom, est accessible à tous (pas d'abonnement), et propose, à côté de l'information nationale et internationale, un contenu distrayant comprenant fait divers, feuilletons, horoscopes et chroniques.
Journal se déclarant apolitique – même si ce n'est pas tout à fait le cas –, il est dispensé du timbre. Il s'agit en outre d'un journal du soir, vendu par des crieurs à la sortie des usines et des ateliers. Il est l'emblème d'une nouvelle forme de journalisme qui se développe, la « petite presse ».
Le Petit Journal voit ses ventes considérablement augmenter lorsqu'il se met à publier le compte rendu de faits divers extraordinaires, comme l'affaire Troppmann, en septembre 1869. Tout Paris se presse à Pantin, où l'on vient de découvrir sept cadavres appartenant à une même famille. Autour de la fosse, on a monté une fête foraine. Devant l'émotion suscitée par cette tuerie, Alphonse Millaud, patron du Petit Journal, décide de couvrir abondamment l'histoire. Immédiatement, le pays tout entier se passionne pour cette famille odieusement massacrée. La police arrête un certain Jean-Baptiste Troppmann, alors qu'il tentait d'embarquer pour les Amériques. Il a sur lui les papiers et les bijoux de l'infortunée famille. 
Pour Millaud, l'affaire Troppmann se révèle être une mine d'or : le tirage du journal passe ainsi de 200 000 exemplaires par jour à 300 000, puis à 500 000 ! Cette exploitation des faits divers devient alors la stratégie éditoriale du journal, sur laquelle beaucoup d'historiens porteront un jugement sévère.

## Ascension

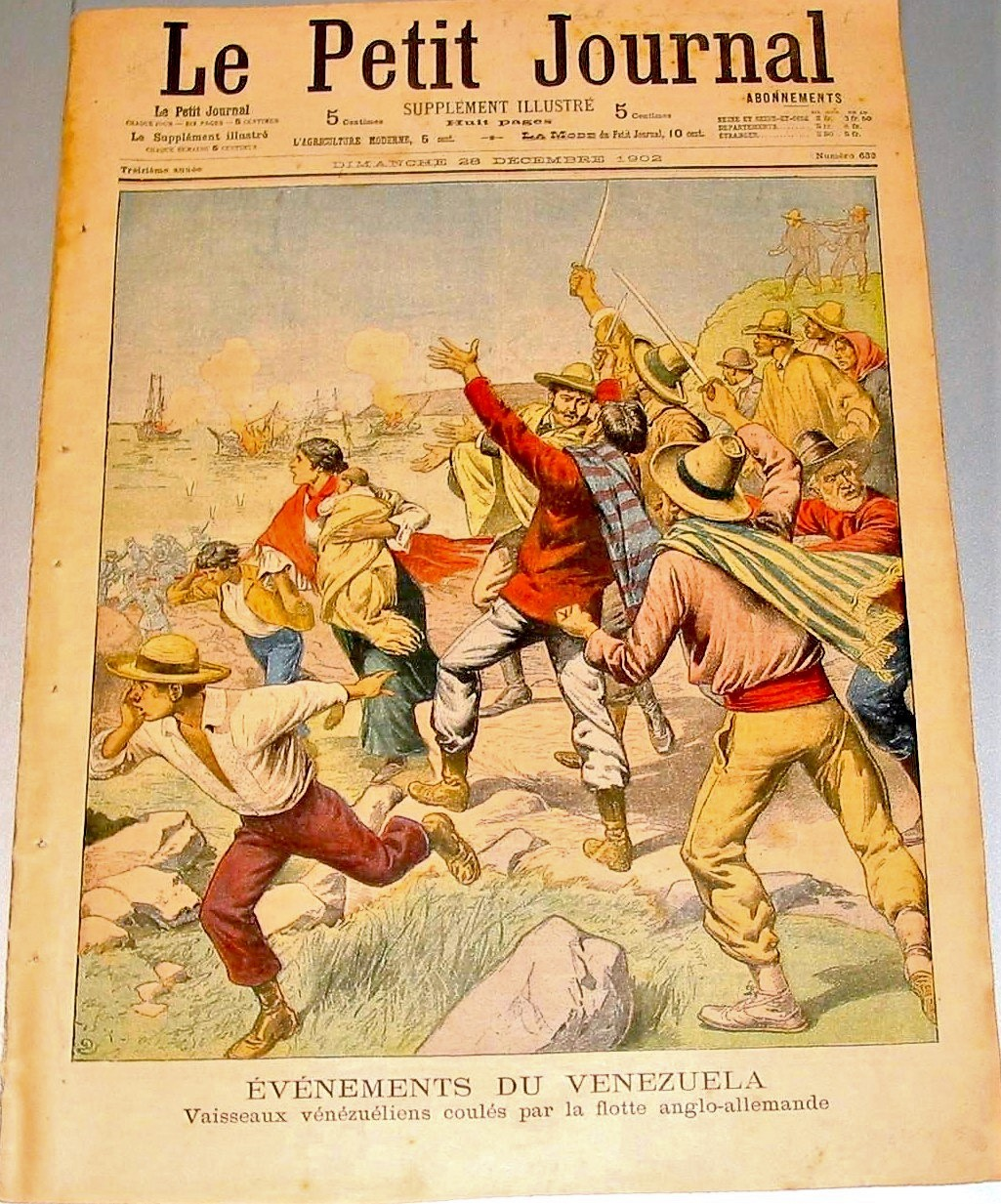
Le bombardement de La Guaira, une du 28 décembre 1902, supplément illustré.

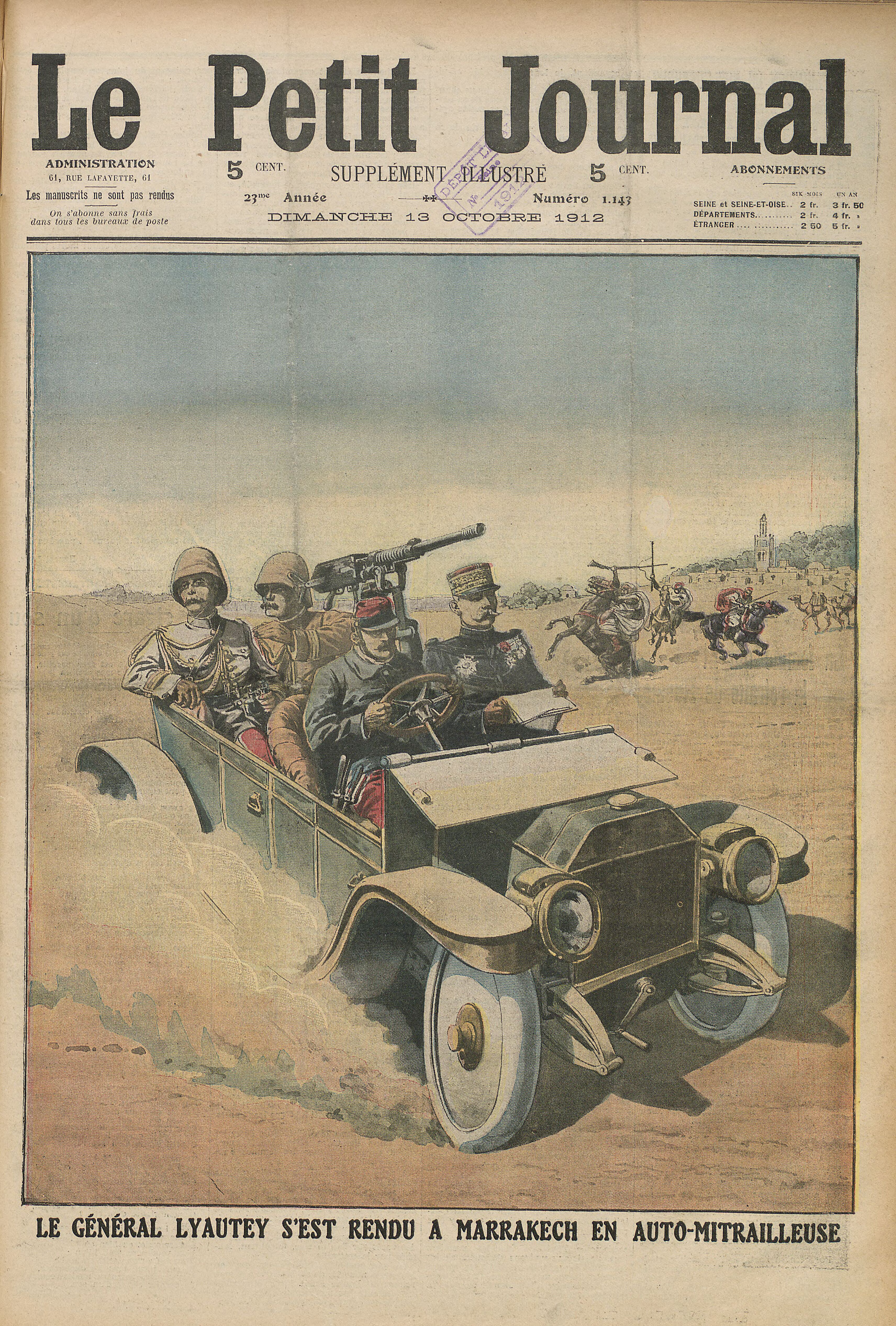
Le général Lyautey s'est rendu à Marrakech en auto-mitrailleuse - Le Petit Journal, no 1147 du 13 octobre 1912.

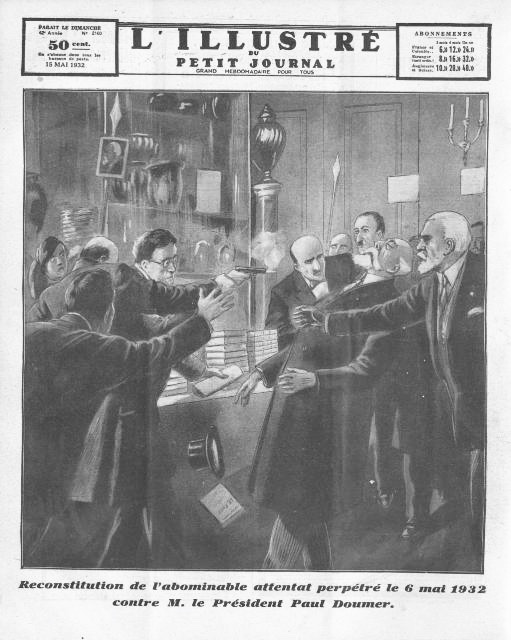
Reconstitution de l’assassinat de Paul Doumer (Le Petit Journal illustré, 15 mai 1932).

Le premier numéro sort le 1er février 1863 et, dès octobre, dépasse, avec 83 000 exemplaires, le plus fort tirage des journaux « sérieux » comme Le Siècle, qui tire à 50 000 exemplaires. Deux ans plus tard, à lui seul, le tirage du Petit Journal, avec 259 000 exemplaires, est supérieur à celui de l'ensemble de la presse parisienne. En 1870, il atteint 340 000 exemplaires, soit le double du tirage de la presse parisienne. Ses progrès avaient aussi été rendus possibles grâce aux presses rotatives qu'Hippolyte Marinoni (1823-1904) met au point pour lui dès 1867.
En février 1864, la famille Millaud lance Le Journal illustré, publication dominicale, vendue 10 centimes, qui, en 1890, se trouve concurrencé par le supplément illustré du Petit Journal. Les Millaud se retrouvent ensuite face à des difficultés financières et revendent leur groupe en 1873 à Émile de Girardin, lequel est associé à Marinoni, Gibiat et Jenty. En 1874, le banquier Victor Antoine Desfossés en devient l'administrateur et évite la faillite.
En 1882, Marinoni prend le contrôle du journal, succédant à Girardin. Dès 1884, le 15 juin, paraît le Supplément illustré hebdomadaire – d'abord sous-titré Supplément du dimanche puis Supplément littéraire – du journal, pour lequel une innovation est apportée : l'illustration couleur. Ce supplément est finalement nommé Le Petit Journal supplément illustré. Pressentant l'importance de la couleur, Marinoni fabrique en 1889 une presse rotative à impression polychrome, débitant 20 000 exemplaires à l'heure, ce qui permet, à partir du numéro du 29 novembre 1890 et les portraits du couple présidentiel Sadi-Carnot, d'imprimer en six couleurs la une et la dernière page du Supplément illustré. Le tirage du Supplément atteint un million d'exemplaires en 1895.
Malgré quelques crises, l'audience du journal ne cesse d'augmenter, et aucun de ses concurrents ne peut mettre sa suprématie en cause ; son tirage atteint 500 000 exemplaires en 1878, 1 million en 1890 et certainement autour de deux millions en 1895, date à laquelle il devient le journal avec le plus haut tirage au monde.
Le Petit Journal est alors l'un des trois principaux journaux français. Ce journal de presse populaire expédie 80 % de son tirage en province.

## Déclin
Après 1900, les tirages commencent à stagner puis à décroître : Le Petit Parisien, mieux géré et qui évite de prendre parti dans l'affaire Dreyfus, devient le plus grand journal français. Ernest Judet (1851-1943) place Le Petit Journal dans le parti antidreyfusard et le rallie à la cause nationaliste. En 1914, Le Petit Journal ne tire plus qu'à 850 000 exemplaires, et son tirage baisse jusqu'à 400 000 en 1919. Après la guerre, une bonne partie de ses lecteurs, déconcertés ou choqués par l'engagement du journal dans le parti antidreyfusard sont alors passés à la lecture d'un concurrent, Le Petit Parisien, qui franchit la barre des deux millions d'exemplaires.
Malgré les commandites successives de Louis Loucheur, puis de Raymond Patenôtre, le déclin s'accentue dans l'entre-deux-guerres. En 1937, il ne tire plus qu'à 150 000 exemplaires, quand il devient le 14 juillet l'organe du Parti social français (P.S.F.) du colonel de La Rocque,, mais son audience ne s'en trouve pas améliorée. La devise du PSF, « Travail, Famille, Patrie », empruntée aux Croix-de-Feu et reprise par la suite, en 1940, par le régime de Vichy, figure dès lors sur le bandeau du quotidien, à gauche du titre. La Rocque est directeur du journal et président de son conseil d'administration en avril 1938, jusqu'à son arrestation en mars 1943.
Replié à Clermont-Ferrand en juin 1940, Le Petit Journal y vit, médiocrement, jusqu'en août 1944 où il disparaît complètement ; durant cette période, il reçoit chaque mois une subvention du gouvernement de Vichy ; son conseil d'administration est alors présidé par La Rocque. Des académiciens y collaborent jusqu'au dernier numéro, Louis Madelin, Jérôme Tharaud et son frère, Gabriel Hanotaux, Henry Bordeaux, Auguste de La Force, ainsi que des écrivains comme Henri Pourrat, Roger Vercel, Daniel-Rops.
Le journal et le vice-président du conseil d'administration, André Portier (le président, La Rocque, étant mort en 1946), sont jugés en 1948 par la Cour de justice de la Seine, pour avoir continué à paraître sous l'Occupation et sous l'accusation d'intelligence avec l'ennemi. Les avocats plaident que La Rocque fournissait des renseignements à l'Intelligence Service, ce qui lui a valu d'être déporté. La cour rend un arrêt d'acquittement.

## Compétitions sportives
En 1891, Pierre Giffard, rédacteur en chef du  Petit Journal crée la course cycliste Paris-Brest-Paris.
Le 22 juillet 1894, Le Petit Journal a organisé la première compétition automobile de l'histoire, le Paris-Rouen. Le premier prix est partagé entre « Panhard & Levassor » et « les Fils de Peugeot Frères ».

## Carnaval de Paris
Durant des décennies, Le Petit Journal a accordé une très large place aux festivités du Carnaval de Paris et a reçu fastueusement les reines de la Mi-Carême. Un certain nombre de couvertures en couleurs de son supplément hebdomadaire ont pour sujet le Carnaval de Paris.
En 1912, pour fêter son cinquantième anniversaire, Le Petit Journal fait défiler à Paris, à l'occasion de la Mi-Carême, un imposant cortège formé de groupes et chars du Carnaval de Nice.
Comme aucun atelier parisien n'a de portes assez larges pour laisser sortir les chars une fois remontés, un atelier de fortune est installé sous les arcades du métro aérien, station Corvisart. Celles-ci sont fermées avec de grandes bâches.

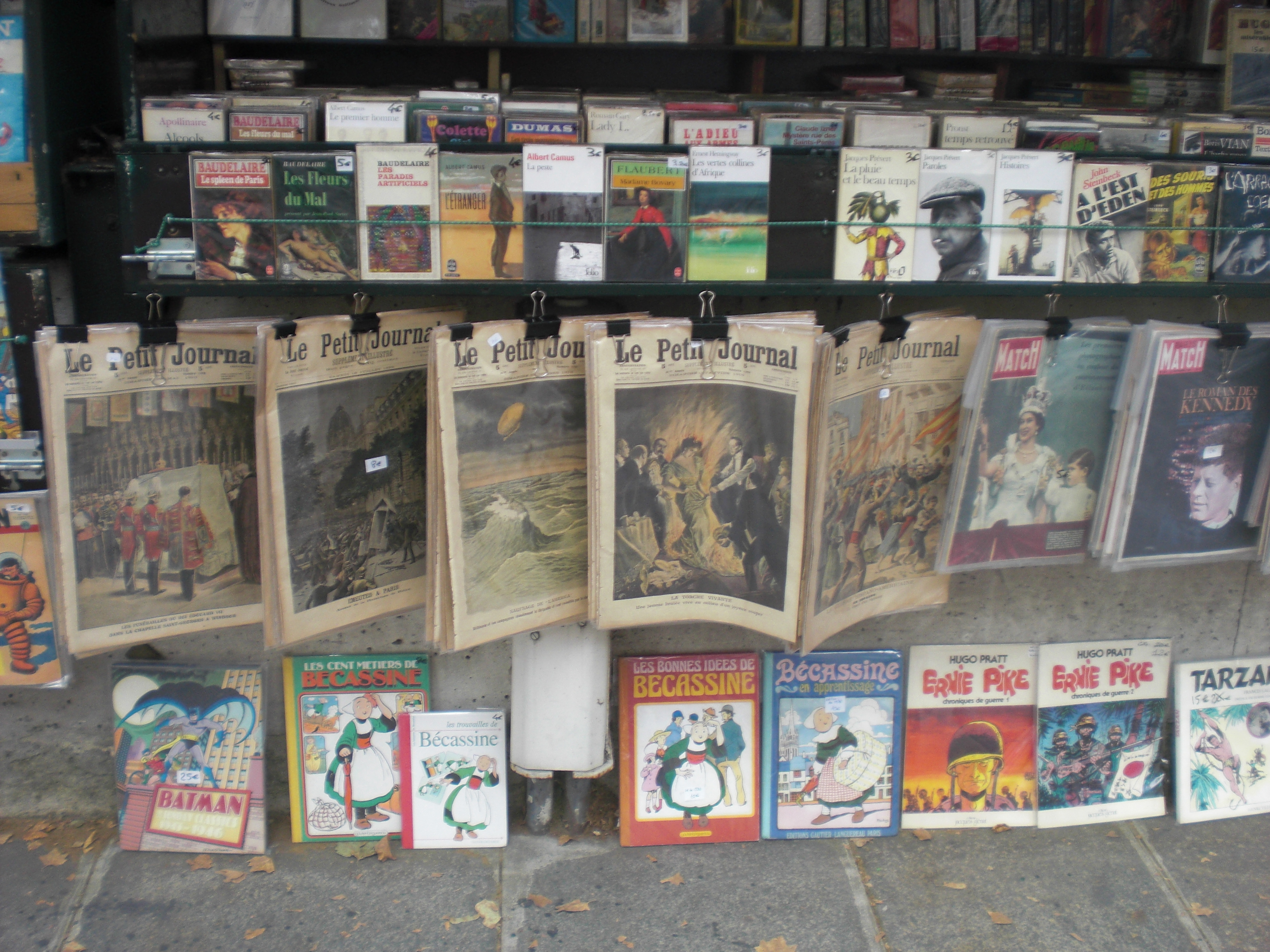
Le Petit Journal illustré vendu chez un bouquiniste parisien (2016).

## Illustrateurs et graveurs contribuant auPetit Journal
Les illustrations apparaissent sous deux formats : en vignette, dans le quotidien, et pleine page sur la une et la quatrième du supplément publié le lundi, à partir de juin 1884, pour concurrencer L'Illustration. La plupart des images, qui passent en couleurs à partir de novembre 1890, ne sont pas signées, rendant très difficile l'identification des auteurs,,.
- Jean d'Aurian
- José Belon
- Paul Carrey
- Damblans
- Paul Dufresne
- Charles Fichot
- Paul Mahler
- Fortuné Méaulle
- Henri Meyer
- Frédéric Régamey
- Paul Thiriat
- Osvaldo Tofani
- Édouard Yrondy

## Direction
- Moïse Polydore Millaud (1862-1871)
- Alphonse Millaud (1871-1873)
- Émile de Girardin (1873-1882)
- Hippolyte Marinoni (1882-1904)
- Ernest Judet (1905-1937)
- François de La Rocque (1937-1943)
- André Portier (1943-1944)